# 津軽サービスエリア

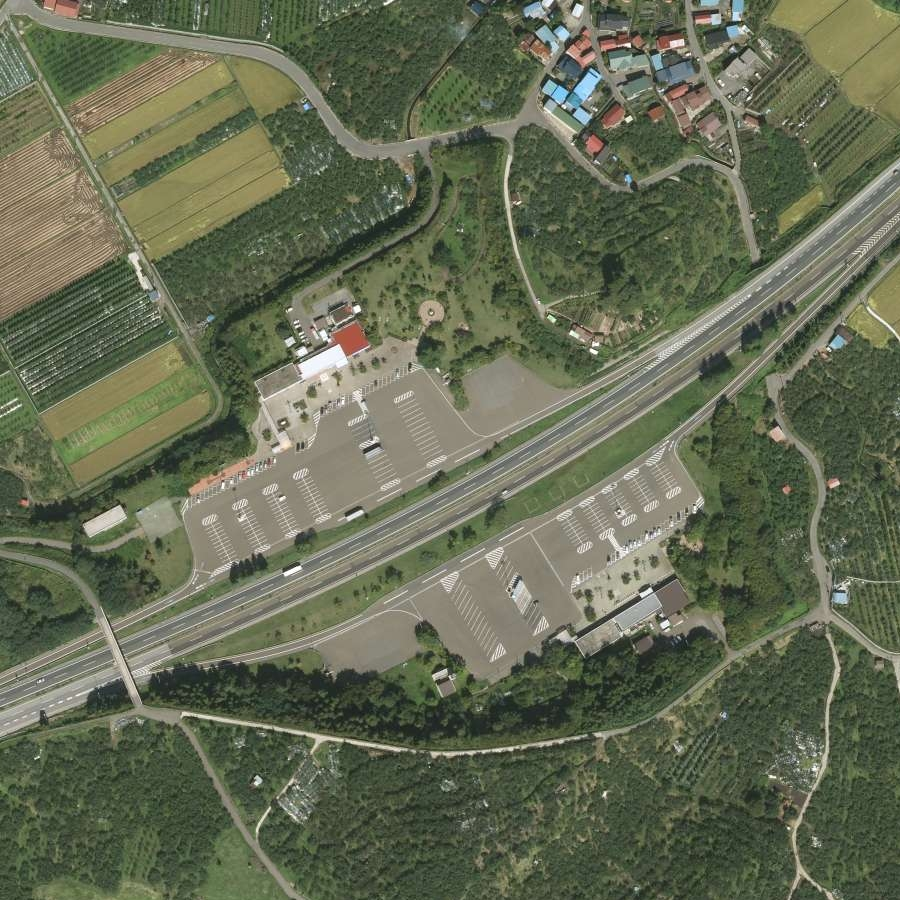
2011年の航空写真。。

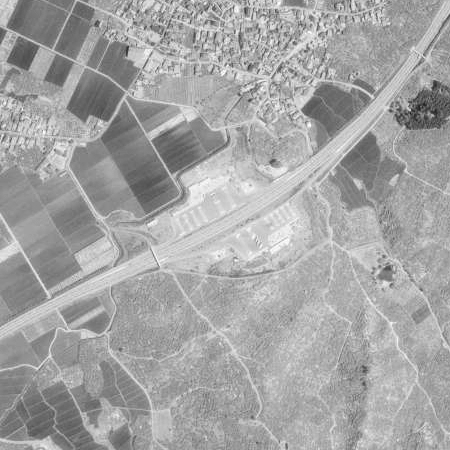
1992年の航空写真。この時はガソリンスタンドが設置されていた。。

津軽サービスエリア（つがるサービスエリア）は、青森県平川市沖館比山館にある東北自動車道のサービスエリア。

## 概要
本州最北端、かつ青森県で唯一のサービスエリアでもある。2005年9月30日で下り線のガソリンスタンド（ENEOS）とレストランが閉店した。また、上り線もガソリンスタンド（ENEOS）が2007年2月28日に閉店、レストランもSガストに改装されたが、2008年8月31日に閉店した。
このため、かつては上下線とも一般的なサービスエリアに準ずる設備が整っていたが、現在では上下線ともに一般的なパーキングエリア並みの設備となっている。現在は青森県内のSA・PAにガソリンスタンド・レストランはない。
2018年からはリニューアル工事を行い、12月21日には下り線のフードコートとショッピングコーナーを先行開業、翌2019年4月17日には東日本のSAで初の地域連携スペース「つながる」（津な軽）や上り線のフードコート・ショッピングコーナー、ウォークインゲート・バリアフリー化が完成した。
2019年6月20日以降、下り線の碇ヶ関IC - 大鰐弘前IC間に、当SAのPRを目的とした自虐的な内容の横断幕が掲出された。内容は碇ヶ関IC側から順に「今日も空いてる津軽SA」「混雑知らずの津軽SA」「津軽SA独り占め」「貸切休憩気分津軽SA」の計4種類。途中の阿闍羅PAの前後に2種類ずつ設置されている。

## 道路
- E4 東北自動車道

## 施設

### 上り線（盛岡方面）
- 管理：ネクスコ東日本エリアトラクト[3]
- 運営：ファミリーマート[4]
- 駐車場[4]
  - 大型 28台
  - 小型 103台
- トイレ[4]
  - 男性 大5（和式1・洋式4）・小15
  - 女性 13（和式5・洋式8）
    - 同伴の男児用 2

  - 車椅子用 1
- 給電スタンド（24時間）[4]
- コンビニエンスストア（ファミリーマート、24時間営業、青森銀行管理のイーネットATM設置 2006年12月22日開業[4][5]）
- 地域連携スペース「つながる」大屋根広場
- 郵便ポスト（平賀郵便局）
- ハイウェイ情報ターミナル[4]

### 下り線（青森方面）
- 管理：ネクスコ東日本エリアトラクト[3]
- 運営：セブン-イレブン・ジャパン[6]
- 駐車場[6]
  - 大型 29台
  - 小型 131台
- トイレ[6]
  - 男性 大5（和式1・洋式4）・小15
  - 女性 13（和式5・洋式8）
    - 同伴の男児用 2

  - 車椅子用 1
- 給電スタンド（24時間）[6]
- コンビニエンスストア（セブン-イレブン、24時間）[6][7]
- 自動販売機
- 地域連携スペース「つながる」
  - 地域情報発信コーナー（屋内）
  - 大屋根広場（半屋内）
- 郵便ポスト（平賀郵便局）
- ハイウェイ情報ターミナル[6]

## 隣
E4 東北自動車道
(51) 大鰐弘前IC - 津軽SA - (52) 黒石IC